# 뱀파이어 아카데미

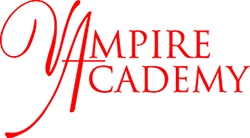

《뱀파이어 아카데미》(영어: Vampire Academy)는 리첼 미드의 판타지 소설 시리즈이다.

## 시리즈
1. 《뱀파이어 아카데미》 (Vampire Academy)
2. 《새드 일루전》 (Frostbite)
3. 《섀도 키스》 (Shadow Kiss)
4. 《블러드 프롬이즈》 (Blood Promise)
5. 《스피릿 바운드》 (Spirit Bound)
6. 《라스트 새크리피스》 (Last Sacrifice)

## 실사 작품
- 뱀파이어 아카데미 (영화)
- 뱀파이어 아카데미 (드라마)